# Chatur Lal
Chatur Lal, né le 16 avril 1925 à Udaipur au Rajasthan en Inde ou plutôt dans le Raj britannique (l’Inde n’existait pas avant son indépendance et partition) et décédé le 14 octobre 1965, était un célèbre joueur de tablâ et de musique indienne classique qui se produisit dans les années 1950 avec Ravi Shankar et Ali Akbar Khan. Il était le grand frère de Ram Narayan.

## Biographie
Chatur Lal grandit dans le Rajasthan puis part pour Delhi où il intègre la All India Radio en 1947. Il joue alors régulièrement avec Ali Akbar Khan, Vasant Rai, Ravi Shankar, Omkarnath Thakur ou Vilayat Khan.